# Ferdinando Bellorini
Ferdinando Bellorini (Laveno-Mombello, 2 novembre 1913 – Toscolano Maderno, 19 novembre 2011) è stato un pittore italiano e uno dei rappresentanti della cosiddetta Scuola Romana.

## Biografia
Nato nel 1913 da una famiglia di umili origini (padre capomastro e madre cuoca), giovanissimo dà mano al pennello e si fa subito notare per la sua spiccata capacità di creare ed esprimere con naturale disposizione elementi pittorici di rilievo.
Allievo e poi compagno di lavoro di Arturo Tosi, dopo essersi fatto conoscere ed apprezzare a Milano e Brescia, alla fine degli anni '50 si trasferisce a Roma dove riscuote unanime approvazione di critica e di pubblico.
Facente parte del gruppo della "Balduina" con David Grazioso e Sante Monachesi, insegna in diverse scuole pubbliche e private, tiene mostre personali e collettive in Italia e all'estero, dai piccoli paesi di provincia alle grandi metropoli.
Sempre in contatto con i grandi pittori, in più di un'occasione è componente di giurie ed espositore nelle più prestigiose gallerie e mostre nazionali e internazionali con Angelo Canevari, Filippo de Pisis, Salvatore Fiume, Giovanni Omiccioli, Giorgio De Chirico, Renato Guttuso, Carlo Carrà, Giorgio Morandi, Mario Sironi, Domenico Purificato, Giacomo Balla e il grande pittore, storico e scrittore Carlo Levi, grande ammiratore e amico del Maestro.
Riceve premi di notevole valore e prestigio storico, oltre a tanti diplomi di merito. Delle sue opere parlano critici, giornalisti e artisti tra i quali Berenice (alias Jolena Baldini), Michele Biancale, Liana Bortolon, Renzo Biasion, Renato Civello, Catalano, Gualtiero Da Vià, Berlozzi, Paolo Fortini, Sandra Giannattasio, Virgilio Guzzi, Duilio Morosini, Piero Girace, Pierluigi Scarpa, Ugo Moretti, Domenico Purificato, Vittorio Scorza, Marcello Venturoli, Paola Hoffmann, Rolando Renzoni, Luigi Montanarini, Ugo Attardi, Paolo De Caro, Luciano Santoro, Franco Passoni, Valerio Mariani, Franco Miele, Bruno Morini, Giuseppe Pensabene, Yvon De Begnac, storico, scrittore e critico d'arte a livello internazionale.
Nel 1965 e 1967 anche la RAI TV si occupa della sua personalità artistica con una lunga intervista televisiva in diretta. Bellorini risulta infatti il pittore più premiato d'Italia per la pittura e le composizioni tonali delle sue figure, molte apprezzate anche dalla critica internazionale.
Nel 2000 si trasferisce a Toscolano Maderno, nel bresciano, dove continua la sua attività artistica fino a pochi mesi dalla sua morte. Muore serenamente all'età di 98 anni.
Ferdinando Bellorini è considerato dalla critica un grande maestro dell'arte moderna, un veterano dell'arte, un pittore dal talento eccezionale con un bagaglio artistico, culturale e storico.

## Giudizio critico
La sua arte, tendenzialmente espressionistica e aderente alla corrente della Scuola Romana, ha uno stile del tutto personale. Nei dipinti vi è la tendenza a “sfocare” tutta la sua pittura, evitando il risalto di colori di altri pittori; nella sua pittura tonale predominano i colori tenui che conferiscono ai quadri lo stile personale.
Il pittore, formatosi negli anni del dopo guerra, quando la cultura artistica italiana si apriva alla più qualificata esperienza dell'Avanguardia europea, ha proceduto coerentemente. Il Bellorini ha studiato prima l'Impressionismo, quindi il Futurismo e l'Astrattismo, per arrivare all'immagine tanto riflessa quanto pura e scarnita.
Il suo stile è qualcosa tra i Macchiaioli toscani e l'Impressionismo francese, però personalizzato al punto che un quadro di Bellorini si riconosce senza tentennamenti, ed il fruitore sa captare subito il messaggio che il pittore con le sue robuste macchie vuole esprimere.
Linea e colore, trasparenza e sovrapposizioni sono i valori dominanti nell'immagine: la quale vuol essere significativa e allusiva nelle sue forme elementari, vuol richiamarci ad una figurazione ridotta a segno ideografico.
Nei suoi dipinti riesce a conquistare una visione e una capacità espressiva da pittore senza soggiacere alle mode, con un'emozione diretta del mondo naturale. La sua pittura è inventata con disegno e colore quali il racconto esige, realizzata con tenera precisione in modo organico e che raggiunge la trasfigurazione delle cose rappresentate. Oggetti e cose tradotti in pittura con uno stato d'animo di nostalgia per il mondo delle cose logorate dal tempo.
La pittura, la tela dell'artista lombardo, ha una particolarità propria che non ha eguale: uno stile, un modo di creare ed esprimere l'arte, di sentire e portare sulla tela il sentimento dell'arte, molto personale. La sua creazione pittorica si chiama “pittura tonale su ocra”, con predominio dei colori rosso e giallo (i due colori che l'artista predilige), che non ha eguale e lo distingue per l'ottima composizione degli elementi. I soggetti dei suoi quadri (siano essi case, oggetti o persone) sempre in tenue e perfetta armonia tra loro e dai dominanti colori rosso e giallo, rivelano appieno la capacità creativa, compositiva ed espressiva dell'artista, oltre all'incisiva e personale “invenzione”. Inoltre il pittore ottiene una composizione con il minimo delle risorse, ovvero riesce a creare sulla tela opere di rilievo con minimo materiale, operando con istintiva naturalezza.
I soggetti che più ricorrono nei dipinti sono paesaggi, ruderi, ebrei erranti, bagnanti al mare, ciociare e ragazzi in cortile, affreschi delle tombe etrusche, nudi e nature morte.

## Musei e Collezioni
Le opere del Bellorini si possono ammirare in molteplici collezioni private, musei ed enti pubblici: Comune di Roma, Camera dei Deputati, Senato, Ministero della Pubblica Istruzione, Ente Provinciale del Turismo di Roma, ACLI di Roma, Camera di Commercio di Roma, Confederazione Generale Italiana del Lavoro di Roma, Banca Nazionale del Lavoro di Roma, Banca di Rieti di Rieti, Castello di Bracciano, comuni di Abruzzo, Lazio, Lombardia, Marche, Piemonte, Puglia, Sicilia, Veneto, Borough of Scunthorpe Museum & Art Gallery, Tel Aviv Museum of Art Archiviato il 10 settembre 2013 in Internet Archive., Centro Culturale Europeo, Galleria Nazionale d'Arte Moderna e Contemporanea.

## Mostre personali e collettive
Ha al suo attivo una quarantina di mostre personali, tra di esse figurano:
- 1954 Galleria di via Gramsci - Brescia
- 1960, 1962, 1963 Galleria “Il Camino” - Roma
- 1961, 1962, 1963, 1964, 1965, 1966, 1967, 1968, 1969, 1970 Fiera d'Arte di Via Margutta - Roma
- 1964 Galleria "I Volsci" - Roma
- 1965 Galleria "Il Traguardo" - Forte dei Marmi
- 1966 Galleria "La Saletta" - Frosinone
- 1966 Galleria "Stagni" - Roma
- 1969, 1971, 1972, 1974, 1975 Galleria "La Balduina" - Roma
- 1970 Galleria "La Prima" - Latina
- 1972 Galleria "Fontana" - Foggia
- 1972 Galleria "Bruzia" - Reggio Calabria
- 1972 Galleria "Incontro d'Arte" - Roma
- 1972 Galleria "Bottega d'Arte" - Milano
- 1972 Ragusa
- 1973 Galleria "Falanto" - Brindisi
- 1973, 1975 Centro Culturale Europeo - Roma
- 1974 Galleria "San Michele" - Brescia
- 1976 Galleria "Helioart" - Roma
- 1998 Forte Sangallo - Nettuno
- 2004 Fondaco di Palazzo Coen - Salò

Oltre a quasi tutte le estemporanee nazionali (dal 1961 al 1968), ha partecipato a numerose mostre collettive, tra cui varie mostre sindacali (dal 1946 al 1960), Fiera di via Margutta (dal 1961 al 1970), diversi premi della Biennale di Alatri (1961, 1969, 1975, 1979), rassegna Roma e Lazio (1963), Premio del Ministero della Pubblica Istruzione (1964), Biennale d’Arte Sacra di Sora (1965, 1967) e di Bologna (1968), Premio Vasto (1967, 1968, 1970, 1971), Concorsi al Presepio del Comune di Roma (dal 1968 al 1971), Premio "Il Lavoro Italiano" (1967, 1968, 1969), Premio Gardone Riviera (1966 e 1967), Sulmona, Zurigo, Chicago, New York, Repubblica di San Marino, Montecarlo.

## Premi e riconoscimenti
Alle numerose coppe ed ai moltissimi premi acquisto ("Il lavoro Italiano" ed altri) attribuiti a Bellorini, vanno aggiunte una ventina di megaglie d'oro (diverse del Presidente della Repubblica, del Senato, della Camera dei Deputati, del Ministro della Difesa), oltre a tantissimi diplomi di merito.